# تصوير شليرين

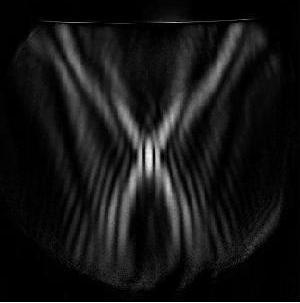
تصوير شليرين.

تصوير شليرين (بالإنجليزية: Schlieren imaging)‏ هي إحدى طرق التصوير وتهدف لرؤية التغيرات التي تحصل للوسائط الشفافة مثل الدخان وغيرها. اخترعها الفيزيائي الألماني أوغست توبلر في عام 1864.